# Le grimoire d'Arkandias
Le grimoire d'Arkandias is een Franse jeugdfilm uit 2014 onder regie van Alexandre Castagnetti en Julien Simonet. De film is gebaseerd op de boeken Trilogie d'Arkandias van de Franse schrijver Éric Boisset.

## Verhaal
In het rustige kleine dorpje Ronenval woont Théo die wil ontsnappen uit zijn saaie leventje. Op een dag ontdekt hij in de bibliotheek een magisch boek dat het geheim vertelt van een onzichtbaarheidsring. Samen met zijn beste vrienden Bonnav en Laura, maakt Théo deze ring. Zodra hij de ring draagt, wordt hij onzichtbaar, maar door problemen blijft hij onzichtbaar en dan ontmoet hij een vreemde man Arkandias die voorstelt hem te helpen.

## Rolverdeling
| Acteur            | Personage        |
| ----------------- | ---------------- |
| Christian Clavier | Agénor Arkandias |
| Isabelle Nanty    | Bertha Boucher   |
| Pauline Brisy     | Laura            |
| Anémone           | Marion Boucher   |
| Ryan Brodie       | Théo             |
| Armelle           | Julie Boucher    |
| Timothée Coetsier | Bonav            |